# Gaetano Baluffi

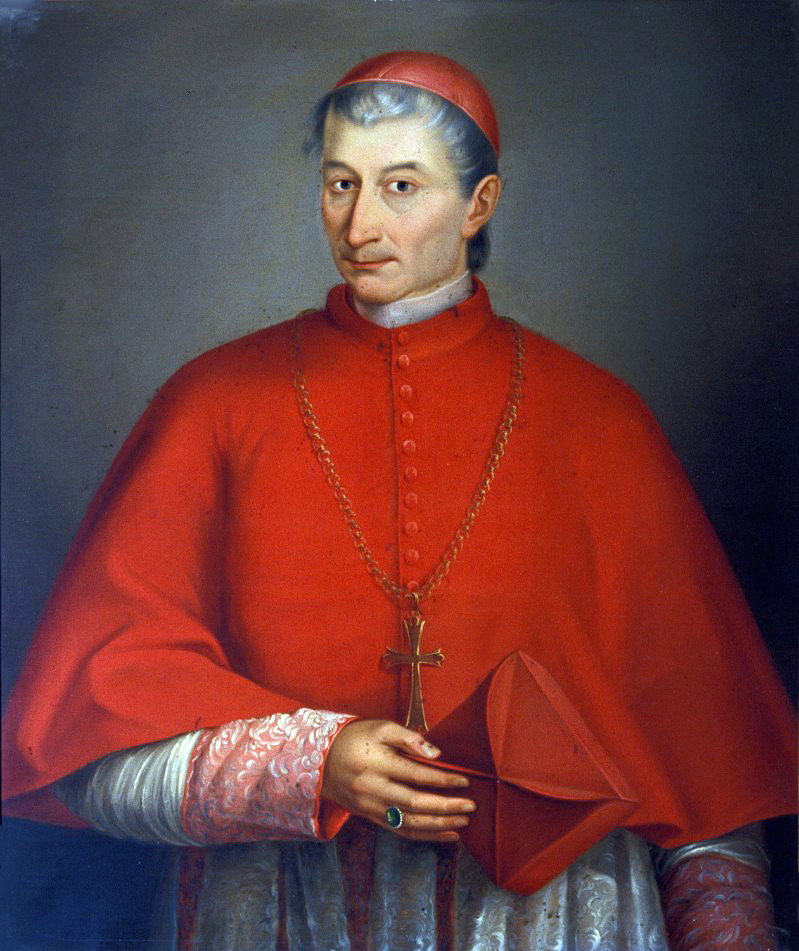
Gaetano Kardinal Baluffi (Gemälde von 1847)

Gaetano Baluffi (* 28. März 1788 in Ancona; † 11. November 1866 in Imola) war ein italienischer Bischof und Kurienkardinal der Römisch-katholischen Kirche.

## Leben
Gaetano Baluffi war der Sohn von Pietro Baluffi und dessen Frau Paola Micheletti und entstammte einer wohlhabenden Familie aus Camerino. Als junger Mann studierte er am Seminaro-Collegio, dem Priesterseminar in Ancona Philosophie, Theologie und Rechtswissenschaften und empfing am 9. März 1811 die Priesterweihe.
Am 2. September 1820 promovierte er an der Universität in Fano in Zivil- und Kirchenrecht zum Doctor iuris utriusque.
Als Kaplan und Priester wirkte er als Kanonikus an der Kathedrale von Ancona. Gleichzeitig lehrte er als Professor Rhetorik an Universitäten und Seminaren, war Direktor des Lyzeums der Stadt und schrieb einige Sachbücher über Theologie. 1824 wurde er zum Generalvikar der Diözese Ancona ernannt, ein Amt, welches er bis 1834 bekleidete.
Am 29. Juli 1833 wurde Baluffi zum Bischof von Bagnoregio ernannt; die Bischofsweihe empfing er am 18. August 1833 durch Kardinal Carlo Odescalchi in Rom. Ein Jahr später, am 19. Dezember 1834, stieg Baluffi zum persönlichen Berater von Papst Gregor XVI. auf. Dieser entsandte Baluffi am 9. September 1836 als Internuntius nach Nueva Granada, dem heutigen Kolumbien. Er sollte bis zum 30. Juni 1842, dem Datum, an welchem er Bogotá in Richtung Italien wieder verließ, mit Ausnahme von Brasilien als Internuntius den Heiligen Stuhl in allen südamerikanischen Staaten vertreten.
Bereits am 27. Januar 1842 war Baluffi zum Erzbischof von Camerino ernannt worden. Mit seiner Ernennung zum Sekretär der vatikanischen Kongregation für die Bischöfe und Ordensleute am 22. April 1845 ging die Erhebung zum Titularerzbischof von Perge einher, aber bereits ein Jahr später, am 21. September 1846, wechselte er als Oberhirte in das Bistum Imola.
Am 21. Dezember 1846 nahm Papst Pius IX. ihn in seinem ersten Konsistorium ins Kardinalskollegium auf. Am 14. Juni 1847 empfing er den Kardinalshut und die Ernennung zum Kardinalpriester der Titelkirche Santi Marcellino e Pietro.
Kardinal Baluffi starb im Alter von 78 Jahren und wurde auf dem Friedhof der Stadt Imola beigesetzt.